# Mirjam Wenzel

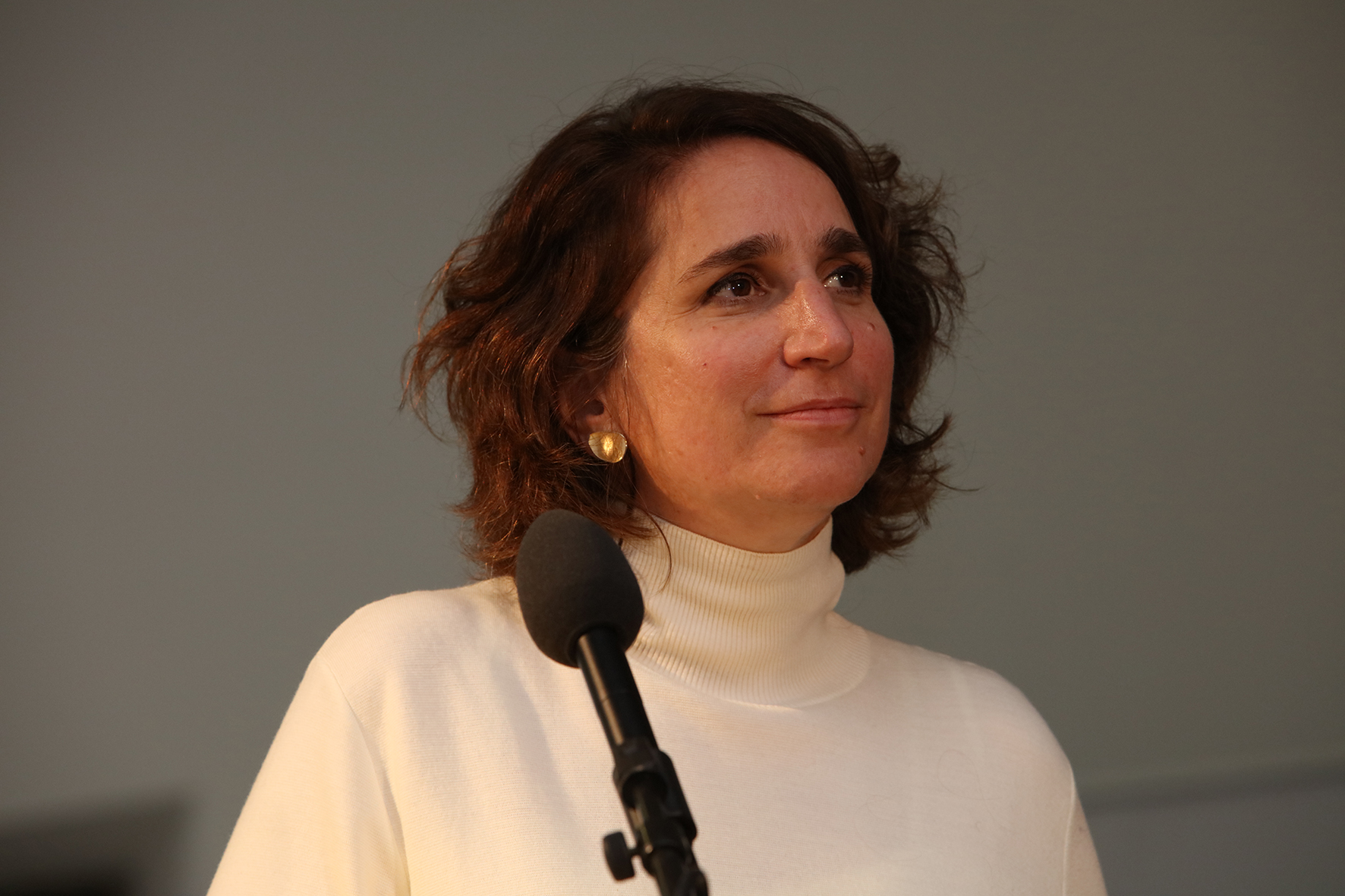
Mirjam Wenzel 2018

Mirjam Wenzel (geboren 1972 in Frankfurt am Main) ist eine deutsche Philologin, Hochschullehrerin und seit 2016 Direktorin des Jüdischen Museums in Frankfurt am Main.

## Leben
Mirjam Wenzel studierte Allgemeine und Vergleichende Literaturwissenschaft, Theater-, Film- und Fernsehwissenschaft sowie Politikwissenschaft an der Freien Universität Berlin und Tel Aviv University. Anschließend arbeitete sie als wissenschaftliche Mitarbeiterin am Institut für Deutsche Philologie der Ludwig-Maximilians-Universität München. Sie war an der Edition der Werke Siegfried Kracauers beteiligt und verfasste ihre Dissertationsschrift über den deutschsprachigen Holocaust-Diskurs der 1960er-Jahre mit Unterstützung des Leo Baeck Fellowship Programme. Das Buch erschien 2009 unter dem Titel Gericht und Gedächtnis.
Von 2007 bis 2015 verantwortete sie als Abteilungsleiterin am Jüdischen Museum Berlin die Vermittlung von jüdischer Geschichte und Kultur in digitalen und gedruckten Medien. Unter ihrer Leitung wurde das Raphael Roth Learning Center um- und ausgebaut, die Online-Strategie des Museums entwickelt und zahlreiche audiovisuelle Installationen und Filme in und zu Ausstellungen realisiert. Seither gilt sie als Expertin für Fragen des digitalen Wandels an Museen.
Im Januar 2016 trat sie die Nachfolge von Raphael Gross als Direktorin des Jüdischen Museums Frankfurt an, das unter ihrer Leitung grundlegend erneuert und erweitert wurde. Mirjam Wenzel entwickelte die digitale Strategie und die programmatische Neupositionierung des Hauses als ein Museum ohne Mauern. Im März 2016 wurde das Museum Judengasse mit einer neuen Dauerausstellung, im Oktober 2020 das Jüdische Museum mit einer neuen Dauerausstellung auf drei Etagen im Rothschild-Palais sowie einem Neubau von Staab-Architekten wiedereröffnet. Der neue Museumskomplex am Bertha-Pappenheim-Platz erhielt 2022 die Große Nike des Bunds deutscher Architekten.
Im April 2019 wurde sie zur Honorarprofessorin an der Goethe-Universität Frankfurt am Main ernannt. Im Wintersemester 2020/21 hatte sie die Bauhaus-Gastprofessur an der Bauhaus-Universität Weimar inne. Neben ihrer wissenschaftlichen Tätigkeit arbeitet sie als Ausstellungskuratorin beratend und gestaltend an Jüdischen Museen und anderen Kultureinrichtungen.
Mirjam Wenzel ist Herausgeberin von Büchern und Ausstellungskatalogen zur deutsch-jüdischen Kunst- und Kulturgeschichte und hat zahlreiche Aufsätze und Essays zu kulturtheoretischen, ästhetischen und museologischen Fragen, zur Kritischen Theorie, insbesondere zu Siegfried Kracauer, Theodor W. Adorno und Hannah Arendt, zur Repräsentation des Holocaust in Bildender Kunst, Fotografie und Film sowie zur jüdischen Kultur in Geschichte und Gegenwart verfasst.
Mirjam Wenzel ist u. a. Mitglied in mehreren wissenschaftlichen Beiräten, u. a. der Bundeszentrale für politische Bildung, der Stiftung Denkmal für die ermordeten Juden Europas, der Stiftung Orte der deutschen Demokratiegeschichte sowie im Stiftungsrat des Instituts für Sozialforschung und im Deutschen Nominierungskomitee für das UNESCO-Programm „Memory of the World“. Seit 2024 ist sie Chair of the Board der Association of European Jewish Museums (AEJM).
Mirjam Wenzel ist mit dem Literatur- und Medienwissenschaftler Ole Frahm, Mitglied des Performance-Kollektivs Ligna, verheiratet. Ihr Vater war der Jurist und ehemalige Richter am Bundesgerichtshof Joachim Wenzel. 

## Auszeichnungen
Mirjam Wenzel erhält den Hessischen Kulturpreis 2024 „als wichtige Stimme im aktuellen Diskurs zu Diskriminierung und Antisemitismus in Deutschland“, so der hessische Ministerpräsident.

## Schriften (Auswahl)
- mit Tsafrir Cohen und Avi Pitchon (Hrsg.): Wonderyears: Über die Rolle des Nationalsozialismus und der Shoah in der heutigen Israelischen Gesellschaft / engl. u.d.T. Wonderyears: New Reflections on the Shoah and Nazism in Israel. Berlin 2003.
- Maus, Toys and Him. Contemporary Fine Art as a Reflection on the Reception of History. In: Martin Davies, Chris Szejnmann (Hrsg.): How the Holocaust Looks Now: International Perspectives. London 2006, S. 229–246.
- Lyotard im Widerstreit mit Adornos Weigerung: Reflexionen über Auschwitz und juridische Verfahren zur ›Aufarbeitung der Vergangenheit‹. In: Sarah Speck, Volker Weiß (Hrsg.): Herrschaftsverhältnisse und Herrschaftsdiskurse? Münster 2007, S. 50–72.
- Gericht und Gedächtnis. Der deutschsprachige Holocaust-Diskurs der sechziger Jahre. Wallstein Verlag, Göttingen 2009, ISBN 978-3-8353-0569-4.
- Eichmann, Arendt und das Theater in Jerusalem. Zur Semantik des Theaters in der Rezeption des Eichmann-Prozesses. In: HannahArendt.net. Zeitschrift für politisches Denken. 6, 2011, Nr. 1/2, (online lesen).
- Vom Warten und der Gewalt des Kommenden: Der Messias in der Ideengeschichte des 20. Jahrhunderts. In: JMB Journal. 9, 2013, S. 22–26, (online lesen).
- Von Buchstaben, Träumen und Vorräumen: Die ›Close Up-Perspektive‹ Siegfried Kracauers. In: Nicolas Berg, Dieter Burdorf (Hrsg.): Textgelehrte. Literaturwissenschaft und literarisches Wissen im Umkreis der Kritischen Theorie. Leipzig 2014, S. 91–101.
- Von der Schau zur Lust: Zur Dekonstruktion der Fotografie in den Collagen von Boris Lurie. In: Jüdisches Museum Berlin (Hrsg.): Keine Kompromisse! Die Kunst des Boris Lurie. Berlin 2016, S. 144–153. (PDF)
- mit Fritz Backhaus, Raphael Gross und Sabine Kößling (Hrsg.): Die Frankfurter Judengasse. Katalog zur Dauerausstellung des Jüdischen Museums Frankfurt. Geschichte, Politik, Kultur. C.H. Beck Verlag, München 2016, ISBN 978-3-406-68987-1.
- mit Erik Riedel (Hrsg.), Ludwig Meidner. Expressionismus, Ekstase, Exil - Expressionism, Ecstasy, Exile. Berlin 2018, ISBN 978-3-7861-2784-0.
- mit Benno Hafeneger, Türkan Kanbicak (Hrsg.), AntiAnti – Museum goes School. Ein kulturelles Bildungsprogramm zur Extremismusprävention an Berufsschulen. Frankfurt am Main 2018, ISBN 978-3-7344-0632-4.
- mit Max Czollek und Erik Riedel (Hrsg.): Rache. Geschichte und Fantasie (dt. Ausgabe): Begleitband zur Ausstellung im Jüdischen Museum Frankfurt. München 2022, ISBN 978-3-446-27245-3.
- mit Eva Atlan (Hrsg.): Zurück ins Licht. Vier Künstlerinnen – Ihre Werke. Ihre Wege / engl. u.d.T. Back into the Light. Four Women Artists – Their Works. Their Paths. Berlin 2022, ISBN 978-3-7356-0856-7.
- mit Doron Kiesel, Stefan Vogt und Christian Wiese (Hrsg.): Das jüdische Frankfurt – von der Emanzipation bis 1933. München 2023, ISBN 978-3-11-079157-0.
- mit Johannes Praetorius-Rhein, Erik Riedel und Lea Wohl von Haselberg (Hrsg.): Ausgeblendet / Eingeblendet. Eine jüdische Filmgeschichte der Bundesrepublik / engl. u.d.T. Out of and in Fokus. A Jewish film history of West Germany. München 2023, ISBN 978-3-446-27834-9.
- mit Doron Kiesel, Stefan Vogt, Christian Wiese (Hrsg.): Das jüdische Frankfurt – Zerstörung und fragiler Neuanfang 1933 bis 1990. München 2024.
- mit Kuba Szreder, Natalia Romik, Alexandra Janus, Katja Janitschek (Hrsg.): Architekturen des Überlebens. Reflexionen zur Ausstellung von Natalia Romik / engl. u.d.T. Hideouts. The Architecture of Survival. Reflections on the exhibition by Natalia Romik. Berlin 2024, ISBN 978-3-7757-5597-9.